# Jinna Mutune
Jinna Mutune es una productora y directora de cine keniana. 

## Biografía
Mutune creció en Nairobi, Kenia, en una familia de clase media en la Finca Kimathi de Eastland. Estudió en el Escuela Sudafricana de Medios Cinematográficos y Actuaciones en Vivo y también estudió cine en los Estados Unidos. Después de la escuela de cine en Sudáfrica, regresó a Kenia por un tiempo y luego se mudó a los Estados Unidos, viviendo en Boston, Houston y California. Mutune afirma que sabía que quería ser cineasta a los dieciséis años y que para ese entonces también había dirigido obras de teatro en la iglesia y en su escuela.
Mutune es la directora de Leo, una historia contada a través de los ojos de un niño masái que quiere vivir sus sueño. Leo fue su primer largometraje y también fue financiado por su propia productora, Pegg Entertainment, con cinematografía de Abraham Martínez. Leo se estrenó en Nairobi en abril de 2011, pero solo en pequeños lugares: la película se estrenó en la "pantalla grande" en Kenia en noviembre de 2012. El estreno estadounidense de Leo fue bien recibido por los kenianos y estadounidenses, y Mutune apareció en la televisión de Kenia para hablar sobre la película. Mutune también organizó un acuerdo comercial con las aerolíneas Kenya Airways y Emirates, para mostrar a Leo en sus vuelos. También dirigió la película Chep, que también fue producida por Pegg Entertainment. Chep, una película sobre una mujer corredora de maratón, ambientada en la década de 1970 y que celebra a las mujeres y los hombres que las apoyan, se estrenó en 2016. Además de sus largometrajes, también produjo el video musical para la partitura olímpica oficial de Kenia (2012) y trabajó con Graça Machel en un anuncio de servicio público.